# Haliclystus
Haliclystus  (лат.) — род морских стрекающих из отряда ставромедуз (Stauromedusae). Насчитывают 12 видов, распространённых во всех океанах.

## Строение
Тело взрослых стадий Haliclystus в длину достигает 1—3 см и подразделено на узкую ножку и более широкую чашечку, в центре которой расположено ротовое отверстие. Край чашечки образует восемь лаппет — крупных, увенчанных пучками щупалец выростов, между которыми расположены восемь ропалиоидов — органов, используемых для временного прикрепления при кульбитирующем движении. Строение ропалиоидов заметно варьирует у представителей разных видов и используется в качестве таксономического признака. Проходящая по краю чашечки кольцевая мышца у Haliclystus разделена лаппетами на восемь отдельных сегментов.

## Ареал
Представители рода Haliclystus распространены в водах всех океанов. H. kerguelensis и H. antarcticus встречаются в Южном полушарии, остальные виды — в Северном.

## Виды
Самый крупный род в отряде ставромедуз, насчитывающий 12 видов:
- Haliclystus antarcticus Pfeffer, 1889
- Haliclystus auricula (Rathke, 1806)
- Haliclystus borealis Uchida, 1933
- Haliclystus californiensis Kahn, Matsumoto, Hirano et Collins, 2010

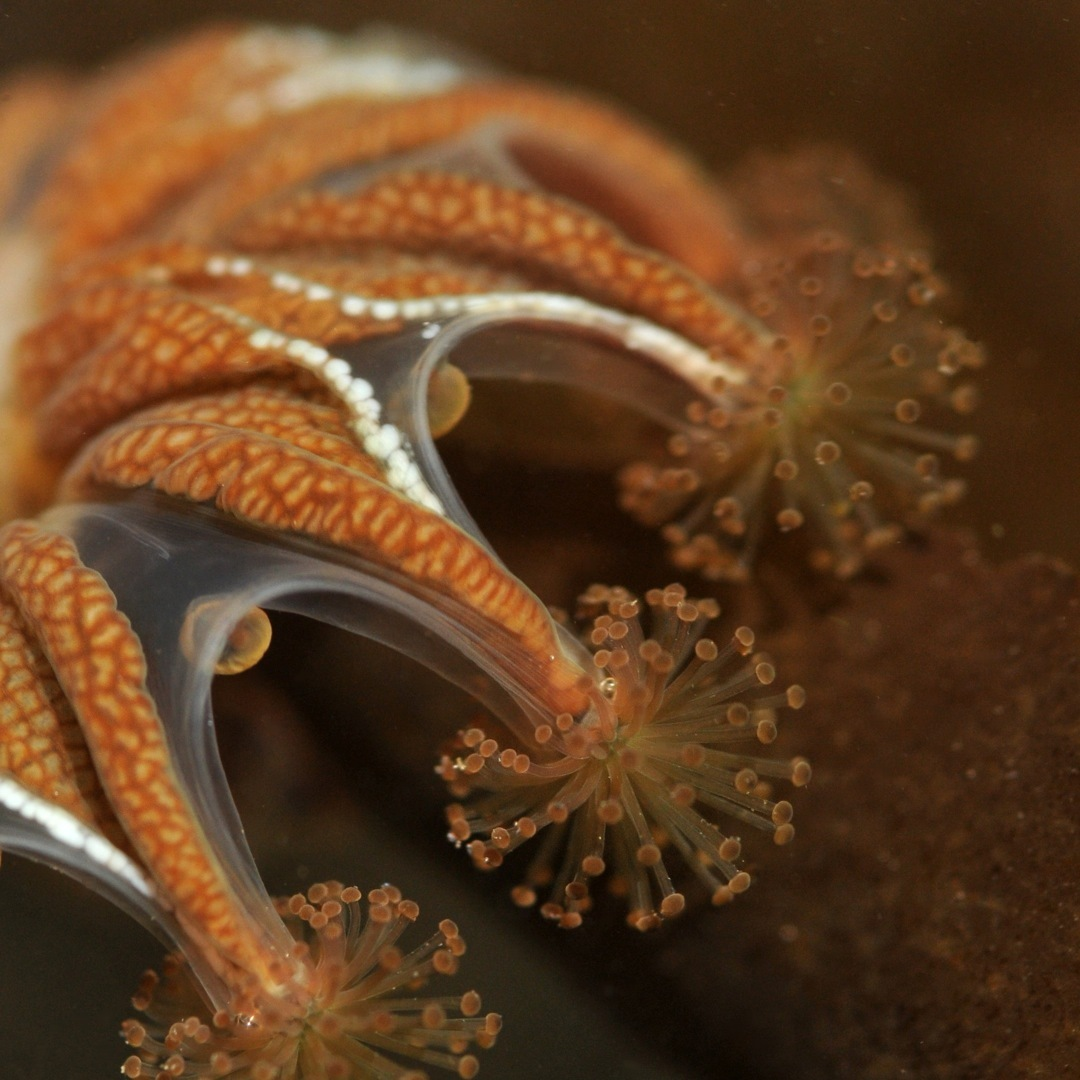
Край орального диска Haliclystus stejnegeri. Видны лаппеты с пучками головчатых щупалец и расположенные между ними ропалиоиды.

- Haliclystus inabai (Kishinouye, 1893)
- Haliclystus kerguelensis Vanhöffen, 1908
- Haliclystus monstrosus (Naumov, 1961) — восьмирук[4]
- Haliclystus octoradiatus (Lamarck, 1816)
- Haliclystus salpinx James-Clark, 1863
- Haliclystus sinensis Ling, 1937
- Haliclystus stejnegeri Kishinouye, 1899
- Haliclystus tenuis Kishinouye, 1910